# Epioecia
Epioecia là một chi bướm đêm thuộc họ Noctuidae. Loài điển hình của chi là Epioecia kohleriana.